# Fred Dretske
Frederick Irwin Dretske (né le 9 décembre 1932 à Waukegan dans l'Illinois et mort le 24 juillet 2013 ) est un philosophe, épistémologue et philosophe de l'esprit de l'université Duke.
Il a reçu le prix Jean-Nicod en 1994.

## Travaux philosophiques

### Naturaliser l'intentionnalité
Dretske est reconnu pour l'importance et l'originalité de son apport concernant l'analyse de l'intentionnalité. L'intentionnalité désigne la capacité pour un esprit de former des représentations de son environnement et de porter ainsi sur le monde. Afin de comprendre ce phénomène d'un point de vue naturaliste, différents philosophes et chercheurs en sciences cognitives (Putnam, Fodor, Dennett, etc. ) avaient déjà tenté, dans les années 1960 et 1970, d'élaborer un programme de naturalisation de l'intentionnalité en lien avec la recherche en intelligence artificielle. Ce programme de recherche a conduit au développement de ce qu'il est convenu d'appeler aujourd'hui le computationnalisme.
Bien qu'apparue dans ce contexte, la théorie causale de l'information va être reprise et développée par Dretske non plus sur le modèle de l'ordinateur mais sur celui des organismes biologiques. Cette théorie doit rendre compte du rôle que jouent les contenus mentaux dans le réglage du comportement des animaux (dont les êtres humains) en montrant que les causes qui « produisent » ce comportement peuvent coïncider avec les raisons qui le « motivent » ou le « justifient ». En d'autres termes, il s'agit de montrer comment la « normativité » des représentations – qui correspond à la possibilité pour elles d'être évaluées comme « vraies » ou fausses » et d'entrer dans des chaînes de justifications – peut être expliquée en termes de « causalité naturelle ».

### Sémantique informationnelle
Dretske a jeté les bases de sa conception naturaliste des représentations dans un ouvrage de 1981 intitulé Knowledge and the Flow of Information. Dans cet ouvrage, Dretske développe une forme de sémantique fondée sur la notion d'information, appelée « sémantique informationnelle ». La notion centrale de cette sémantique est la relation d'indication : indiquer quelque chose, c'est porter de l'information à son sujet. Dretske définit cette relation d'indication de la façon suivante :
Un événement en indique un autre si sa probabilité d'occurrence (la probabilité qu'il a de se réaliser), étant donné l'occurrence de l'autre, est de 1.
Dans ses ouvrages ultérieurs, cette définition de l'indication s'en trouvera un peu modifié puisqu'à la notion de « probabilité d'occurrence » sera substituée celle de « covariation nomique » (covariation régie par une loi)  : 
Un événement en indique un autre si, sous l'action d'une certaine loi (naturelle ou conventionnelle), il co-varie avec lui.
Ainsi, l'occurrence d'une représentation mentale est un événement qui en indique un autre si, sous l'action d'une loi naturelle ou conventionnelle, elle co-varie avec lui. Par exemple, la représentation mentale d'un chien qui aboie co-varie avec la présence d'un chien qui aboie de sorte que la signification du premier événement – un certain état mental – indique le second événement : un certain état de l'environnement.
Le projet principal de la sémantique informationnelle sera d'expliquer les représentations mentales en termes de « covariation nomique » entre un contenu proprositionnel (ex. : « un chien aboie ») et sa condition de vérité (ex. : la présence d'un chien qui aboie).

### Problème de la représentation erronée
La sémantique informationnelle de Dretske tente d'expliquer en termes naturalistes le phénomène paradoxal de la représentation erronée – celui d'une représentation qui ne décrit pas un état réel de l'environnement. Le problème de la représentation erronée se pose en particulier lorsque, dans certaines circonstances, la représentation mentale en question co-varie avec un certain état de l'environnement, bien que cet état ne soit pas celui qui est proprement indiqué. C'est le cas, par exemple, lorsque nous nous trompons sur la nature d'un événement qui se produit régulièrement. Pour Dretske, la possibilité de la mé-représentation s'explique par le fait que si l'indication est bien une condition nécessaire de l'existence du contenu sémantique des représentations mentales, elle n'en est pas la condition suffisante. Les représentations ont en effet, en plus de leur « signification naturelle » qui correspond à leur indication, une « signification fonctionnelle », laquelle peut rendre compte de leur caractère erroné. Dretske définit la signification fonctionnelle de la façon suivante :
L'occurrence d'une représentation mentale signifie fonctionnellement que p si elle a pour fonction d'indiquer que p et remplit cette fonction par son occurrence.
Ainsi, une représentation mentale qui signifie « fonctionnellement » que p sera fausse lorsqu'elle est appliquée à l'événement F alors que ce n'est pas sa fonction d'indiquer cet événement. Bien sûr, il reste encore à définir ce qu'est cette fonction et à expliquer comment un état mental peut l'acquérir. Dretske propose alors une définition biologique de la fonction d'indication. Il estime en outre que seuls les états d'un système cognitif suffisamment complexe possédant la capacité d'apprentissage associatif peuvent posséder ce type de fonction.
Cette conception fonctionnaliste de l'esprit est développée pour la première fois dans un ouvrage de 1988 intitulé Explaining Behavior et elle constitue, avec la théorie évolutionniste de Ruth Millikan, l'une des deux principales conceptions de la téléosémantique. Pour Dretske, s'opposant en cela à Millikan, la fonction d'indication d'une représentation mentale est le résultat d'un apprentissage associatif, et non, comme pour Millikan, une capacité innée résultant de la sélection naturelle. L'apprentissage par un organisme doté d'un système cognitif complexe est un processus au cours duquel les stimuli indiquant un certain état de l'environnement peuvent varier . Un système cognitif complexe a non seulement de multiples voies d'accès sensoriel à un même état de l'environnement, mais il a aussi la capacité d'accroître ses moyens de recueillir de l'information à son sujet. Pour Drestske, c'est là que réside son « pouvoir authentique de représentation erronée ». Un tel système représente de manière erronée un état de l'environnement lorsque ce qu'il indique n'est plus corrélé de manière « normale » avec cet état. Une brèche est alors intervenue au sein de la chaîne normale des signes naturels. Ce qu'une représentation erronée est censée signifier (signification fonctionnelle acquise par apprentissage), ne correspond plus dès lors avec ce qu'elle signifie naturellement. 
Dretske généralisera cette thèse pour expliquer d'une façon similaire le contenu intentionnel des états sensoriels et les expériences illusoires qui leur sont associées.

## Œuvres
- Seeing and Knowing, Routledge (1969).
- Knowledge and the Flow of Information, Bradford Books (1981).
- Explaining Behavior, MIT Press (1988).
- Naturalizing The Mind, Bradford Book (1997).
- Perception, Knowledge and Belief, Cambridge University Press (2000).
- (fr) Expliquer le comportement - Les raisons dans un monde de causes, Éditions Matériologiques (2020).